# Geany
Geany – lekki, wieloplatformowy, oparty na GTK+ edytor tekstu bazowany na Scintilli i zawierający podstawowe cechy zintegrowanego środowiska programistycznego. Jednym z celów przy tworzeniu Geany jest ograniczenie zależności od innych pakietów oraz skrócenie czasu ładowania. Geany jest dostępny na szeroką gamę systemów operacyjnych, takich jak BSD, Linux, Mac OS X, Solaris i Windows. Wśród wspieranych języków programowania są: C, Java, JavaScript, PHP, HTML, CSS, Python, Perl, Ruby, Pascal i Haskell.
Geany jest wolnym oprogramowaniem licencjonowanym na warunkach GNU GPL wersji 2 lub późniejszych.

## Cechy[2]
- automatyczne uzupełnianie
- domykanie tagów HTML
- wsparcie MDI
- podświetlanie składni
- zwijanie kodu (częściowo)
- lista symboli
- osadzony emulator terminala
- otwieranie nowych plików w zakładkach
- posiada brudnopis
- obsługa wtyczek